# آبشار مک-مک
آبشار مک-مک (به آفریکانس: Mac-Mac Falls) آبشاری است که در کشور آفریقای جنوبی واقع شده‌است و بلندترین ریزشگاه آن ۶۵ متر ارتفاع دارد. حوضهٔ آبریز این آبشار، رود مک-مک است.